# Sapiyat Magomedova
Sapiyat Magomedova är en människorättsadvokat i Dagestan. 
Magomedova föddes 1979 och är uppväxt i Dagestans näst största stad Chasavjurt (ryska Хасавю́рт). Hon har varit verksam som advokat sedan 2006.
2012 tilldelades Sapiyat Magomedova Per Anger-priset med motiveringen: ”För sitt modiga och riskfyllda arbete som advokat och som orädd försvarare av mänskliga rättigheter i en våldsam och hotfull miljö." 